# بزدوقان
بزدوقان (به ترکی استانبولی: Bozdoğan) شهری است در کشور ترکیه که در استان آیدین واقع شده‌است. جمعیت این شهر بر اساس سرشماری سال ۲۰۰۸ میلادی ۹٬۷۲۵ نفر و بر اساس برآوردهای سال ۲۰۰۹ میلادی ۱۰٬۱۷۳ نفر می‌باشد.